# أرتشنازو رومانو
أرتشنازو رومانو هي بلدة تقع في العاصمة روما في إيطاليا.

## السكان
تطور النمو السكاني لـ أرتشنازو رومانو